# جنازنة

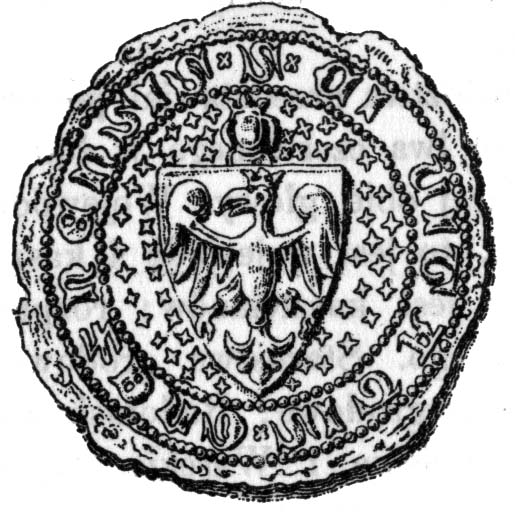
ختم لجنازنة من العصور الوسطى

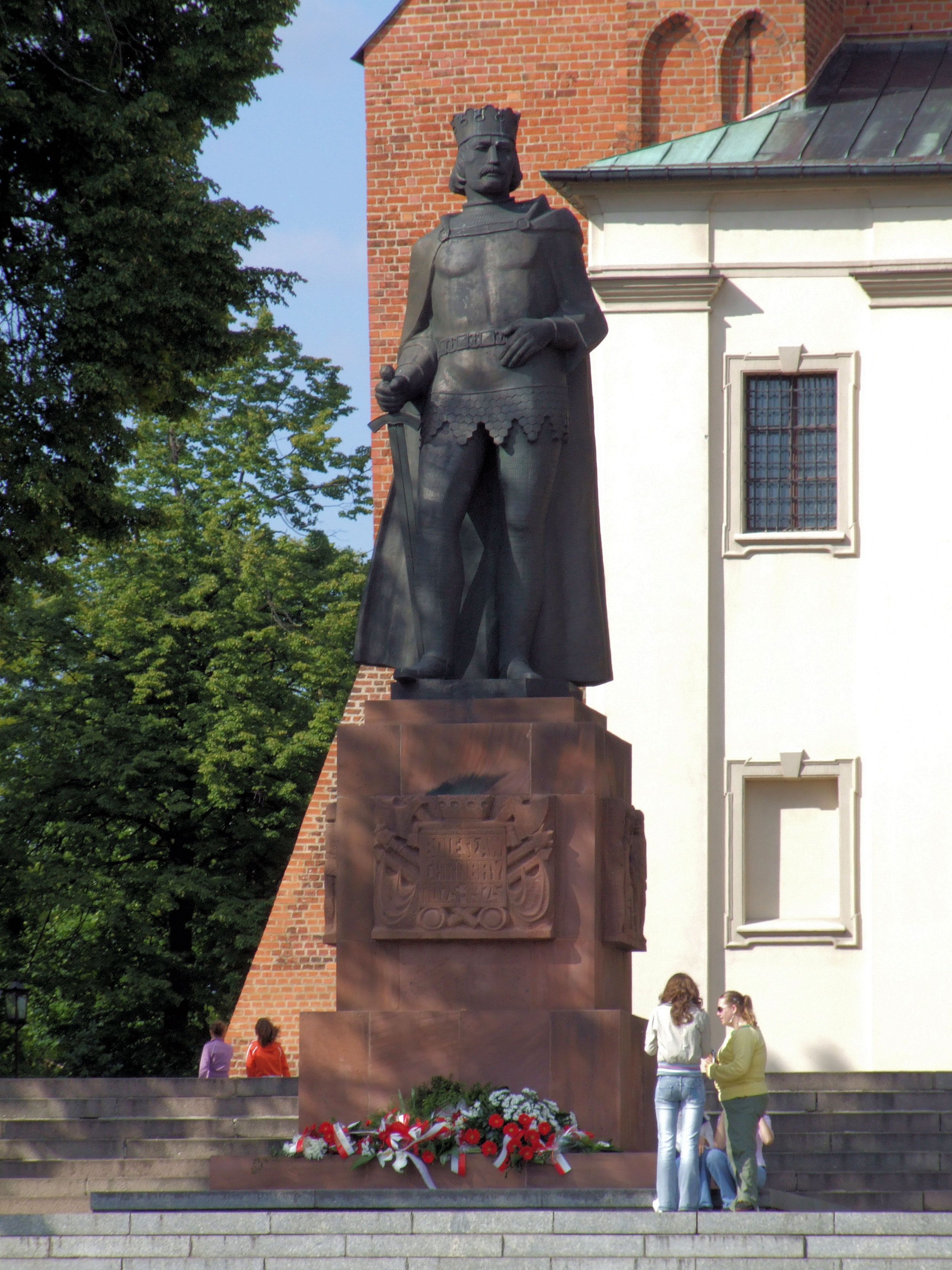
تمثال لبوليسلاف الأول شروبري في جنازنة

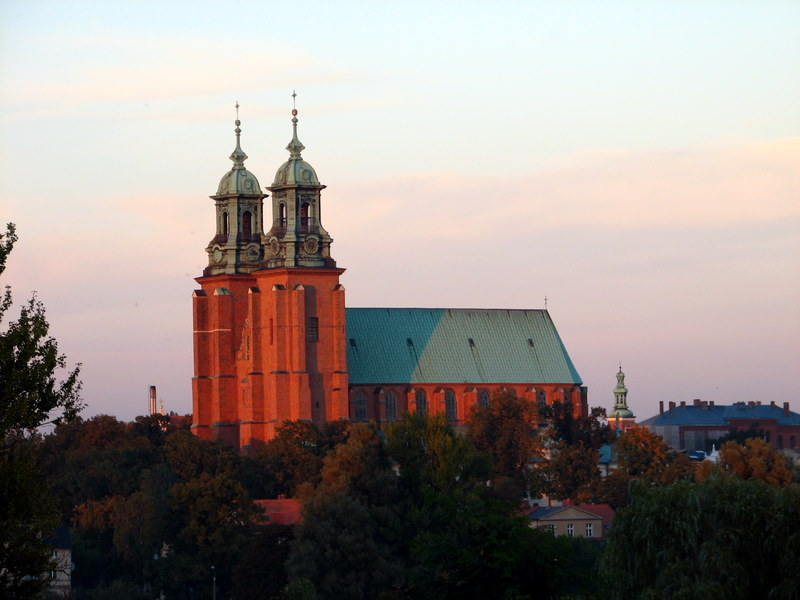

جنازنة أو غنيزنو هي مدينة تقع في وسط غرب بولندا تبعد مسافة 50 شرق بوزنان ويقيم بها قرابة 70,000 شخص.

## توأمة
لجنازنة اتفاقيات توأمة مع كل من:
- شباير
- ازترغوم
- أناجني
- Radviliškis [الإنجليزية]‏
- سان مالو
- أومان
- فيندام
- سرغيايف بوساد
- روسكيلدا
- Falkenberg Municipality [الإنجليزية]‏

## أعلام
- أركاديوش رادومسكي
- آرثر هوبنر
- يولاندا من بولندا
- جاكوب كارو
- بول أرندت